# Stema Mexicului

Stema Mexicului folosită actual

Stema Mexicului a fost un important simbol al politicii și a culturii Mexicului pentru sute de ani. Stema actuală înfățișează un vultur auriu mexican aflat pe un cactus imediat după capturarea unui șarpe. Simbolistica și interpretarea imaginii este foarte diferită, depinzând de punctul de vedere cultural implicat; astfel, pentru azteci aceasta avea puternice conotații religioase și ceremoniale, dar pentru europeni simboliza și simbolizează triumful binelui asupra răului. 

## Istoria oficială a stemei
Conform istoriei oficiale statale a Mexicului, stema țări a fost inspirată de legenda aztecă a fondării orașului-stat, care a devenit ulterior capitala Imperiului aztec, Tenochtitlan. Înaintea fondării orașului, aztecii, care fuseseră un trib nomad, se strămutau periodic în diferite părți ale Mexicului de azi în căutarea unui semn divin pe care l-ar fi interpretat ca indicând locul exact al construirii capitalei lor. Zeul lor, Huitzilopochtli, le-ar fi ordonat să găsească acest loc acolo unde ar fi văzut un vultur așezat pe un cactus devorând un șarpe. Cactusul trebuia să crească pe o mică insulă, de fapt pe o rocă ce ar fi ieșit dintr-un lac. După circa două sute de ani de peregrinări aztecii ar fi găsit acest loc ca fiind o mică insulă în lacul mlăștinos Texcoco. Atunci, s-ar fi oprit din peregrinare și ar fi fondat noua lor capitală, Tenochtitlan.

## Legenda aztecă

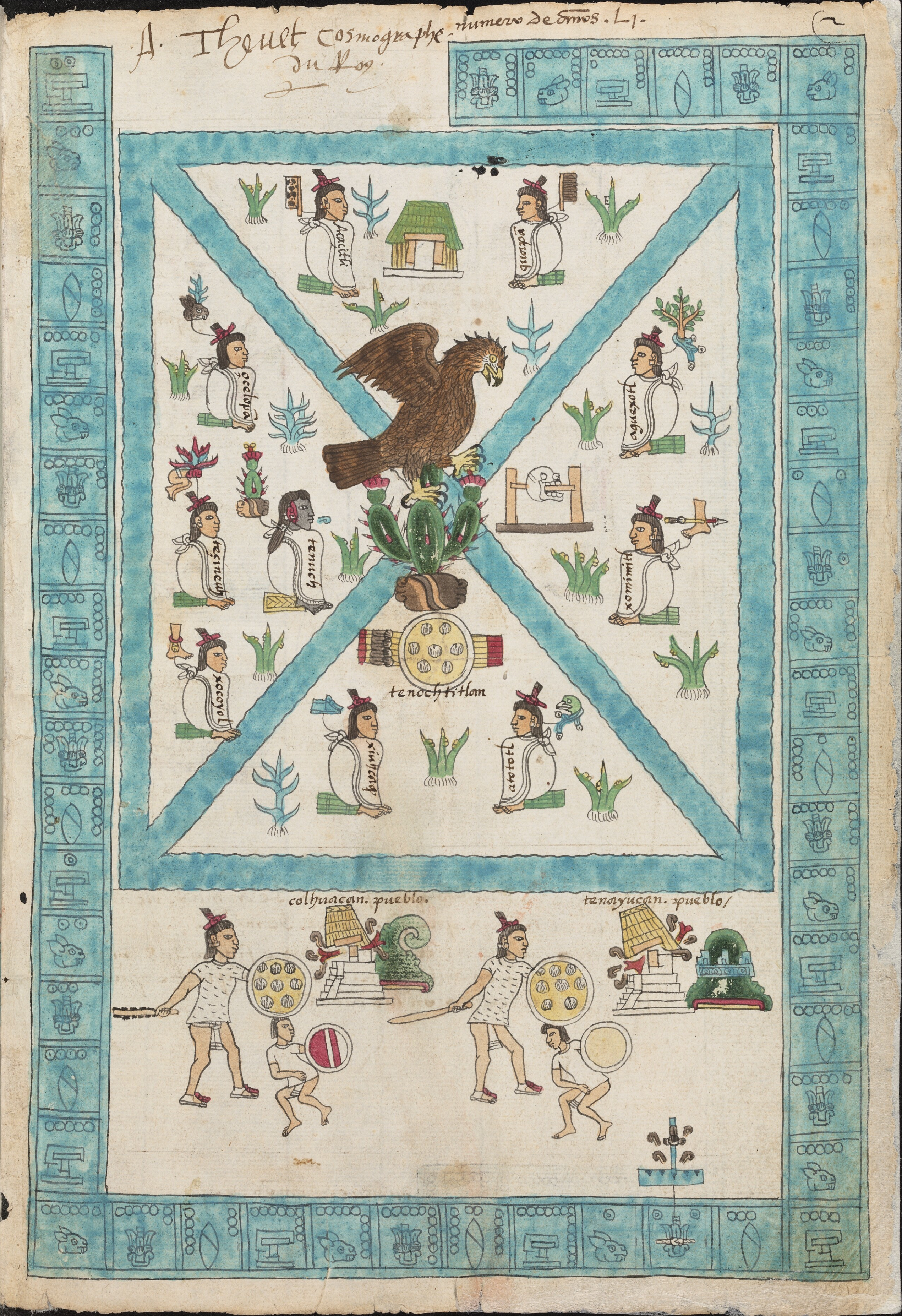
Vulturul aztec original, aşa cum a fost înfăţiat în Codexul Mendoza.

La o privire mai atentă, atât a codicelor cât și a picturilor aztece originale, precum și a codicelor ulterioare epocii corteziene indică inexistența vreunui șarpe în legendele originale. Astfel, în timp ce codexul Féjérvary-Meyer descrie un vulture atacând un șarpe, alte codexuri ilustrate, precum Codex Mendoza, indică doar un vulture, în timp ce în textul din Ramírez Codex, zeul Huitzilopochtli indică aztecilor să caute un anumit vultur care devora o pasăre prețioasă, în timp ce era așezat pe un cactus. În textul codexului Chimalpahin Cuauhtlehuanitzin, vulturele devorează ceva, dar nu este indicat ce. În sfârșit, alte versiuni indică vulturele strângând în ghiarele sale simbolul aztec al războiului, glifa Atl-Tlachinolli, sau "apa care arde". 
Semnificațiile originale ale simbolurilor erau categoric diferite, privite din diferite puncte de vedere, ale aztecilor comparativ cu ale spaniolilor. Vulturul era o reprezentare a zeului soare Huitzilopochtli, care era de o importanță majoră pentru azteci, întrucât se numeau pe ei înșiși Poporul Soarelui. Cactusul, care era de fapt o anumită varietate, Opuntia ficus-indica, plin de fructe, numite "tenochtli" în Nahuatl, reprezenta insula Tenochtitlan, pe care civilizația aztecă a fost fondată. Pentru azteci, șarpele era un simbol al înțelepciiunii, având puternice conotații cu zeul Quetzalcoatl. Ca atare, pentru azteci, o scenă prezentnd un vulture înving un șarpe și pregătindu-se a-l devora, era totalmente greșit. 
Istoria utilizării șarpelui este derivată dintr-o traducere incorectă Cronicii Mexicáyotl de către Fernando Alvarado Tezozómoc. În cronica originală, textul din nahuatl ihuan cohuatl izomocayan, "șarpele sâsăie", fuses incorect tradus prin "șarpele este învins". Bazându-se pe această traducere, părintele Diego Durán a reinterpretat legenda, astfel încât vulturul reprezintă tot ceea ce este corect și bun, în timp ce șarpele reprezintă tot ceea ce este incorect și rău. Din păcate, în ciuda incorectitudinii sale, reinterpretarea legendei a fost adoptată întrucât corespundea cu tradiția heraldică a europenilor și cu reprezentarea formală a luptei dintre bine și rău. În ciuda faptului că re-interpretarea nu corespundea cu tradițiile indigene, sau poate tocmai de aceea, această re-scriere a cronicii a slujit, printre altele, ca element al arsenalului misionarilor de evanghelizare și convertire la creștinism al amerindienilor.
Deși această versiune ilustrată a legendei a fost prima dată utilizată în 1581 de către preotul catolic Diego Durán, care a dorit să ilustreze lucrarea sa "Atlas de la Historia de los Indios de la Nueva España e Islas de Tierra Firme", fiind ulterior adoptată și de alții, nu a fost utilizată ca stemă a Mexicului decât mult mai târziu, în timpul Războiului mexican de independență.

## Naționale

## Prenaționale

### Subnaționale
